# لارنس ایگلبرگر
لارنس ایگلبرگر (انگلیسی: Lawrence Eagleburger؛ ۱ اوت ۱۹۳۰ – ۴ ژوئن ۲۰۱۱) سیاست‌مدار اهل ایالات متحده آمریکا بود.
از فیلم‌ها یا برنامه‌های تلویزیونی که وی در آن نقش داشته‌است می‌توان به نیمه تاریک ماه اشاره کرد.